# Мария Саксен-Альтенбургская
Мария Саксен-Альтенбургская (полное имя Александрина Мария Вильгельмина Екатерина Шарлотта Тереза Генриетта Луиза Паулина Елизавета Фридерика Георгина Саксен-Альтенбургская, нем. Alexandrine Marie Wilhelmine Katharine Charlotte Theresia Henriette Luise Pauline Elisabeth Friederike Georgine von Sachsen-Altenburg; 14 апреля 1818, Хильдбургхаузен — 9 января 1907, Гмунден) — принцесса Саксен-Альтенбургская, последняя королева Ганновера, супруга Георга V Ганноверского.

## Биография

### Ранняя жизнь
Мария родилась в Хильдбургхаузене, в семье наследного герцога Саксен-Альтенбургского Иосифа и его супруги Амалии Вюртембергской.

### Брак
18 февраля 1843 года принцесса вышла замуж за наследного принца Ганновера Георга, который в 1851 году взошёл на ганноверский престол под именем Георга V. У супругов родилось трое детей:
- Сын Эрнст Август (1845—1923), женился на датской принцессе Тире и имел 6 детей, умер от ишемического инсульта[источник не указан 1189 дней]
- Дочь Фридерика Ганноверская (1848—1926)
- Дочь Мария (1849—1904)

### Королева Ганновера
Наследный принц и принцесса стали королём и королевой Ганновера 18 ноября 1851 года. Её муж был изгнан из Ганновера в 1866 году в результате того, что он поддержал Австрию в Австро-прусской войне, и 20 сентября 1866 года королевство было присоединено к Пруссии. Георг никогда не отрекался от престола. Он, Мария и их дети жили в изгнании в Гмундене (Австрия) до самой смерти Георга в 1878 году.
18 сентября 1872 года Мария стала крёстной матерью внучки королевы Виктории, принцессы Марии Луизы Шлезвиг-Гольштейнской. Мария скончалась в возрасте 88 лет в 1907 году.